# Ruslan Barsky
Ruslan Barsky (in ebraico שחר פיבן‎?; Holon, 3 gennaio 1992) è un calciatore israeliano di origini ucraine, centrocampista dell'Hapoel Hadera.

## Palmarès

### Club

#### Competizioni nazionali
- Campionato israeliano: 2

Maccabi Tel Aviv: 2018-2019, 2019-2020
- Coppa di Israele: 1

Hapoel Haifa: 2017-2018
- Coppa Toto: 1

Maccabi Tel Aviv: 2018-2019
- Supercoppa d'Israele: 2

Maccabi Tel Aviv: 2019, 2020